# PSV Tirol
Der Polizeisportverein Tirol, kurz PSV Tirol oder PSVT, umgangssprachlich Polizei SV, ist ein Sportverein aus dem österreichischen Bundesland Tirol. Der Verein wurde im Jahre 2005 durch den Zusammenschluss vom Polizeisportverein Innsbruck, kurz Polizei SV Innsbruck, PSV Innsbruck oder PSVI, und Gendarmeriesportverein Tirol, kurz GSV Tirol oder GSVT, gegründet und unterhält die Sektionen Schießen, Motorsport, Schi- und Alpinsport, Leichtathletik, Radsport, Triathlon, Schwimmen, (Kleinfeld)-Fußball, Selbstverteidigung, Eishockey, Tennis, Golf, Kegeln und Schach.

## Geschichte

### Polizeisportverein Innsbruck
Der Polizeisportverein Innsbruck (PSVI) ist am 1. September 1929 registriert worden. Der Verein ging aus der dem Garnisonssportklub des Tiroler Alpenjägerregiments Nr. 12 hervor, die sich mit der Schutzmannschaft der Innsbrucker Polizei ergänzte und die vorwiegend unter anderem aus ehemaligen Berufssoldaten, die nach Ende ihrer Dienstzeit beim Bundesheer zur Polizei übergewechselt waren. Um ihren sportlichen Neigungen nachgehen zu können, wurde mit der Versammlung am 22. November 1929 der Polizeisportverein gegründet.
Am Anfang der ersten Vereinsjahren Vereinsjahre betrieben die Mitglieder zumeist Leichtathletik und machten Radfahrtouren. In den nächsten Jahren erweiterte der Innsbrucker Sportklub das Angebot mit Schifahren, Bergsteigen, Handball und Faustball. Bereits im Jahre 1932 verbuchten die Schiläufer vom PSVI Achtungserfolge, sei es bei Polizei-Europameisterschaften oder Polizei-Weltmeisterschaft, in den folgenden Jahren. Ulli Öhlböck nahm an der Nordischen Kombination bei den Olympischen den Spielen 1968 teil.
Erfolge konnte der Verein bei der Disziplin praktischen Pistolenschießen durch Günter Weber und Margit Steurer erzielen. Weber wurde nicht nur mehrfacher Tiroler- und sechsfacher Polizei-Staatsmeister, unter anderem 2000, sondern war Medaillengewinner bei Polizei-Europameisterschaften und Polizei-Weltmeisterschaften. Steurer scheint auf den Siegesbildern seit 1995 bei IPSC-Bewerben, sei es bei Staatsmeisterschaften, Europameisterschaften oder Weltmeisterschaften, auf.
Außerdem war der Verein zweimaliger Veranstalter der International Police Wintergames in den Jahren 1998 und 2002 internationale Anerkennung erringen, bei denen jeweils beinahe 1000 aktive Sportler denen teilnahmen. Bei den Wintergames wurde der Langlauf-Nachtsprint in der Maria-Theresien-Straße durchgeführt. Der PSVI organisierte oftmals die Meisterschaften des Österreichischen Polizeisportverbandes (ÖPolSV) und der Polizei-Fünfkampfmeisterschaften. Gemeinsam mit dem Gendarmeriesportverein Tirol (GSV Tirol) war der PSVI im Jahr 2004 Organisator der 1. Österreichischen Exekutivmeisterschaften in Telfs.
Der Verein vergrößerte sein Angebot laufend. Im Jahr 2004 bestand er aus den neun Sektionen Sportschießen, Praktisches Pistolenschießen, Wintersport, Schach, Tennis, Radsport, Kegeln, Motorsport und Eishockey, die ungefähr 250 Sportler nutzten.

### Gendarmeriesportverein Tirol
Der Gendarmeriesportverein Tirol (GSVT) wurde 1968 unter dem damaligen Egon Wayda gegründet. Pionierarbeit für den Sportverein erledigten Otto Öfner, Alois Unterrainer, Friedrich Kleißl und Heinz Kneisl und in den weiteren Jahren Horst Schneider, Erich Peer und Josef Innerhofer.
Die erste Hauptversammlung fand ein Jahr später, 1969, statt und es wurden die vier Sektionen, Schilauf, Leichtathletik-Schwimmen, Schießsport und Motorsport gegründet. Die Mitgliederzahl betrug ungefähr 900 Mitglieder, die sich für diese Sportarten meldeten. Eine GSVT wurde 1970 zum Gendarmerie-Bundessportfest in Bregenz entsendet und es konnten insgesamt 13 Medaillen gesammelt werden. Drei Jahre später, 1973, organisierte der Verein das Gendarmerie-Bundessportfestes und der GSVT überraschte mit 58 Medaillen, davon 22 in Gold, 16 in Silber und 20 in Bronze.
Im Jahre 1979 trug der Sportverein die Gendarmerie-Bundesmeisterschaften zum zweiten Mal in Innsbruck aus, wobei die Tiroler für Vorarlberg und Oberösterreich vorzeitig einsprangen, und war mit 55 Medaillen, davon 17 in Gold, 20 in Silber, 18 in Bronze, ähnlich erfolgreich. In den folgenden Bundesmeisterschaften erzielte der Verein immer wieder Erfolge.
Unter der Präsidentschaft von General Rudolf Sams stieg die Mitgliederzahl im Jahr 1981 erstmals über 1000. Das waren über 90 % der damaligen Tiroler Gendarmen.
Unter der Führung von Georg Rainer wurden die Bundesmeisterschaften zum dritten Mal im Jahre 1987 und zum vierten Mal 1996 in Tirol ausgetragen. 1987 konnten die Tiroler Gendarmen insgesamt 53 Medaillen, davon 20 in Gold, 19 in Silber und 14 in Bronze erobern. Norbert Zobl führte zahlreiche neue sportliche Wettkämpfe, wie die Landesmeisterschaften im Sommerbiathlon, Pistolenbiathlon, Go-Kart-Fahren und vieles mehr, ein.
Der Gendarmeriesportverein Tirol hatte Ende 2002 insgesamt sechs Sektionen, Motorsport, Radfahren, Fußball, Ski Alpin/Nordisch, Schießen und Leichtathletik, und ungefähr 870 Mitglieder.
Als Veranstalter trat der Gendarmeriesportverein 2004 unter Gerhard Niederwieser die Winter-Bundesmeisterschaften in Kirchberg auf und trug anschließend, gemeinsam mit dem damaligen Polizeisportverein Innsbruck, 1. Österreichische Bundesmeisterschaften der Sicherheitsexekutive in Telfs in Tirol aus, die für Tiroler Polizeisportler mit 33 Medaillen, davon 8 in Gold, 10 in Silber und 15 in Bronze, endeten.

### Polizeisportverein Tirol
Die ab dem 1. Juli 2005 in Kraft tretenden österreichweiten Zusammenlegung von Polizei und Gendarmerie musste der Gendarmeriesportverein Tirol und der Polizeisportverein Innsbruck fusionieren. Dies wurde durch die Gründungsversammlung der beiden Vereine zum ersten Jahrestag der Zusammenlegung am 30. Juni 2006. Erster Vereinspräsident wurde Oskar Gallop, erster Obmann Gerhard Niederwieser.
Unter ihm wurde das Sportangebot mit Bundesmeisterschaften im Sportwaffenschießen und Eishockey, Landes- und Bezirksmeisterschaften, sowie weitere Veranstaltungen, wie Motorradtrainingskurse, Radausflüge, Berg- und Schitouren, Schwimm- und Langlauftrainingskurse und vieles mehr abgehalten.
Der Verein organisiert die 4. Polizei-Bundesmeisterschaft für Wintersport, die am 28. Februar bis 1. März 2012 in Seefeld in Tirol mit internationale Beteiligung aus Deutschland, Norwegen und Schweiz stattfand.
2013 bietet der Polizeisportverein Tirol viele Sportarten an, die in 14 Sportsektionen in den neun Bezirksorganisationen angeboten werden und von insgesamt 1500 Vereinsmitgliedern ausgeübt werden.

## Organisation

### Präsidium
An der Spitze des Vereines steht der Vereinspräsident. Der Präsident leitet die Geschäfte des Verbandes und vertritt diesen nach außen. Der Vorstand unterstützt ihn dabei.

### Vorstand
Der Vorstand des Polizeivereins Tirol besteht aus dem geschäftsführenden Obmann. Ihm zur Seite stehen seine zwei Stellvertreter. Ebenfalls im Vorstand ist der Sportleiter mit seinem Stellvertreter, der Kassier sein Stellvertreter und ein Schriftführer mit Stellvertreter. Zum erweiterten Vorstand zählen die Sektionsleiter und die Bezirkssportwarte für die Landespolizeidirektion (LPD), Stadtpolizeikommando (SPK), Landeskriminalamt (LKA), Landesverkehrsabteilung (LVA), Bundesversicherungsanstalt Innsbruck (BVA) und die Bezirkspolizeikommandos von Innsbruck-Land, Schwaz, Kufstein, Kitzbühel, Landeck, Imst, Reutte und Lienz.

## Sektionen
Der Polizeisportverein Tirol übernahm die Sektionen der zwei Gründungsvereine. Somit unterhält der Polizeisportverein 14 Sektionen: Schießen, Motorsport, Schi- und Alpinsport, Leichtathletik, Radsport, Triathlon, Schwimmen, Kleinfeldfußball, Selbstverteidigung, Eishockey, Tennis, Golf, Kegeln und Schach.

### Sportschießen
Die Regeln vom Sportschießen für Polizisten wird heute unter anderem vom International Practical Shooting Confederation (IPSC) vorgeschrieben, bei dem Verbände aus über 60 Nationen, so der Österreichische Polizeisportverband, Mitglied sind und Europa- und Weltmeisterschaften für Exekutivorganisationen austrägt. Die Sportschützen des PSV Tirol, hier ist besonders Margit Steurer und Günter Weber zu erwähnen die am Praktischen Pistolenschießen (PPS) teilnehmen.

### Fußball
Erste Fußballsektion
| 1946–1962 | 1946–1962         | 1946–1962         | 1946–1962         | 1946–1962         | 1946–1962         | 1946–1962         | 1946–1962         |
| Saison | Platz (Teiln.)    | Sp                | S                 | U                 | N                 | Tore              | Pkt.              |
| Gruppe Innsbruck | Gruppe Innsbruck  | Gruppe Innsbruck  | Gruppe Innsbruck  | Gruppe Innsbruck  | Gruppe Innsbruck  | Gruppe Innsbruck  | Gruppe Innsbruck  |
| --- | ----------------- | ----------------- | ----------------- | ----------------- | ----------------- | ----------------- | ----------------- |
| 1946 K1 | 04. (6)           | 05                | 02                | 0                 | 03                | 11:12             | 04                |
| Tiroler Landesliga |                   |                   |                   |                   |                   |                   |                   |
| 1946/47 K1 | 04. (10)          | 18                | 10                | 03                | 05                | 59:37             | 23                |
| 1947/48 | 04. (10)          | 18                | 08                | 03                | 07                | 51:27             | 29                |
| 1948/49 K2 | 0.5 (10)          | 18                | 08                | 03                | 07                | 36:30             | 19                |
| 1949/50 | 02. (10)          | 14                | 11                | 0                 | 03                | 44:13             | 22                |
| 1949/50 | 02. (3)           | 02                | 01                | 02                | 01                | 9:10              | 04                |
| Staatsliga B |                   |                   |                   |                   |                   |                   |                   |
| 1950/51 K1 | 14. (15)          | 28                | 07                | 04                | 17                | 48:90             | 18                |
| Arlbergliga |                   |                   |                   |                   |                   |                   |                   |
| 1951/52 | 02. (12)          | 22                | 15                | 02                | 05                | 70:40             | 32                |
| 1952/53 | 04. (12)          | 22                | 10                | 05                | 07                | 48:42             | 25                |
| 1953/54 | 07. (11)          | 20                | 08                | 03                | 09                | 54:58             | 19                |
| 1954/55 | 09. (12)          | 22                | 07                | 05                | 10                | 41:55             | 19                |
| 1955/56 | 05. (12)          | 22                | 12                | 02                | 08                | 50:39             | 26                |
| 1956/57 | 10. (12)          | 22                | 07                | 05                | 10                | 49:70             | 19                |
| 1957/58 | 08. (12)          | 22                | 09                | 01                | 12                | 37:51             | 19                |
| 1958/59 | 11. (12)          | 22                | 04                | 04                | 14                | 28:60             | 12                |
| Tiroler Liga |                   |                   |                   |                   |                   |                   |                   |
| 1959/60 | keine Information | keine Information | keine Information | keine Information | keine Information | keine Information | keine Information |
| Regionalliga West |                   |                   |                   |                   |                   |                   |                   |
| 1960/61 1 | 09. (12)          | 22                | 06                | 05                | 11                | 49:54             | 17                |
| Tiroler Landesliga |                   |                   |                   |                   |                   |                   |                   |
| 1961/62 2 | 02. (12)          | keine Information | keine Information | keine Information | keine Information | keine Information | keine Information |
| Legende |                   |                   |                   |                   |                   |                   |                   |
| | Aufstieg          |                   |                   |                   |                   |                   |                   |
| | Abstieg           |                   |                   |                   |                   |                   |                   |
| K1 Änderung des Meisterschaftsmodus und Umbenennung der Liga. K2 Die restlichen Spiele wurden, als die Meisterschaft entschieden war, nicht mehr ausgetragen. 1 PSV Innsbruck spielte mit dem Innsbrucker SK die Meisterschaft. 2 Die Spielgemeinschaft wurde aufgelöst und der Innsbrucker SK spielte weiter in der Tiroler Liga. |                   |                   |                   |                   |                   |                   |                   |

Das Gründungsjahr der Fußballsektion des PSV Innsbruck ist nicht bekannt. Das Fußballteam nahm, gleich nach dem Ersten Weltkrieg an Landesliga Tirol der Gruppe Innsbruck teil und belegte den vierten Platz und somit die Qualifikation für die Tiroler Landesliga für die nächste Saison. In der Saison 1949/50 belegte das Polizeiteam in der Relegation hinter dem LASK den zweiten Platz und qualifizierte sich für die Staatsliga B, der damaligen zweiten österreichischen Spielstufe. Mit einem 14. Platz beschloss der Verein in die ebenfalls zweitklassigen Arlbergliga umzusteigen. In der Arlbergliga feierte die Sektion die größten Erfolge der Vereinsgeschichte bis 1959 den Abstieg in die Tiroler Liga hinnehmen musste. In der Tiroler Liga schaffte das Team nicht den sofortigen Aufstieg und der Polizeisportverein einigte sich mit dem Innsbrucker SK, die Meisterschaft zu spielen. In der nächsten Saison löste sich diese Gemeinschaft und der Innsbrucker SK trat ohne den Polizeisportverein in der Tiroler Landesliga an. Ob die Sektion einen Neustart in einer der unteren Tiroler Ligen versuchte oder ob die Sektion 1960 aufgelöst wurde, ist nicht bekannt.
Kleinfeldfußball
Die Fußballsektionen der einzelnen österreichischen Polizeisportvereine tragen alle vier Jahre eine österreichische Landesmeisterschaft im Kleinfeldfußball für Polizeisportlerteams aus. Die österreichischen Landesmeisterschaften im Kleinfeldfußball wurden 2015 achten Mal ausgetragen bei der neun Tiroler Polizeisportlerteams teilnahmen.